# Pokol v Ardeatinskih jamah
Pokol v Ardeatinskih jamah (italijansko Eccidio delle Fosse Ardeatine) se je zgodil v Rimu med 2. svetovno vojno. 23. marca 1944 so člani Italijanskega odporniškega gibanja ubili 33 vojakov nemških oboroženih sil. Vojaki so korakali po ulici Rasella, v bližini pa je eksplodirala nastavljena bomba. Napad je vodila Gruppi di Azione Patriottica (italijansko Skupina za domovinske akcije).
Hitler je domnevno ukazal v 24-tih urah pobiti petdeset italijanskih civilistov za vsakega ubitega nemškega vojaka. Poveljnik Herbert Kappler v Rimu je zaključil, da je deset Italijanov dovolj za vsakega ubitega vojaka in je hitro sestavil seznam 320 civilistov. Kappler je samovoljno dodal še deset imen, ko je po partizanskem napadu umrl 33. vojak. Skupno število pobitih ljudi v Adreatinskih jamah je bilo 335, večinoma Italijanov. Največjo skupino med pobitimi so tvorili člani Rdečih zastav, vojaške odporniške skupine.